# Libavské Údolí
Libavské Údolí är en ort i Tjeckien.   Den ligger i regionen Karlovy Vary, i den västra delen av landet, 130 km väster om huvudstaden Prag. Libavské Údolí ligger 445 meter över havet och antalet invånare är 590.
Terrängen runt Libavské Údolí är platt åt nordväst, men åt sydost är den kuperad. Runt Libavské Údolí är det ganska glesbefolkat, med 42 invånare per kvadratkilometer. Närmaste större samhälle är Cheb, 13,8 km väster om Libavské Údolí. I omgivningarna runt Libavské Údolí växer i huvudsak blandskog.